# Gare d'Aventura
 (janvier 2022).
La gare d'Aventura est une gare ferroviaire américaine à Ojus, dans le comté de Miami-Dade, en Floride. Elle est située en face de l'Aventura Mall, sur la Brightline entre MiamiCentral et la gare de Fort Lauderdale.